# (100518) 1997 BL
(100518) 1997 BL es un asteroide perteneciente al cinturón de asteroides, descubierto el 16 de enero de 1997 por Takao Kobayashi desde el Observatorio de Ōizumi, Ōizumi, Japón.

## Designación y nombre
Designado provisionalmente como 1997 BL.

## Características orbitales
1997 BL está situado a una distancia media del Sol de 2,553 ua, pudiendo alejarse hasta 3,049 ua y acercarse hasta 2,058 ua. Su excentricidad es 0,193 y la inclinación orbital 7,633 grados. Emplea 1490,77 días en completar una órbita alrededor del Sol.

## Características físicas
La magnitud absoluta de 1997 BL es 15,2.